# Ton (rivière belge)
Pour les articles homonymes, voir Ton.
Le Ton est une rivière du Sud de la Belgique et du Nord-Est de la France, affluent en rive droite de la Chiers faisant partie du bassin versant de la Meuse. Elle prend sa source à Châtillon, traverse la Gaume (région de Virton), dans le Sud de la province de Luxembourg, pour aller se jeter dans la Chiers peu après Écouviez à la frontière franco-belge. 

## Géographie
Le Ton parcourt 31,7 km en Gaume (Lorraine belge). Entre Lamorteau (Belgique) et Écouviez (France) il délimite sur quelques kilomètres la frontière franco-belge. La DIREN française de Lorraine gère une station hydrométrique à Écouviez, tandis que du côté wallon, les eaux sont observées à Harnoncourt (commune de Rouvroy).

## Affluents
Ses deux affluents principaux sont :
- rive gauche, la Vire, qui passe au sud de la ville de Virton mais qui n'est pas à l'origine du nom de cette dernière, pas plus que le Ton ;
- rive droite, la Chevratte.

Les autres affluents de la rive droite sont : 
- le ruisseau du Fourneau ;
- le ruisseau de Laclaireau ;
- le Chou ;
- le Rabais ;
- le Couvreu.

Un ruisseau, le Radru se jette également dans le Ton, à Lamorteau (rive gauche).

## Hydrologie

### À Harnoncourt en Belgique
Le débit moyen de la rivière mesuré à Harnoncourt, commune de Rouvroy, entre 1975 et 2003 est de 4,8 m3/s pour un bassin versant de 293 km2. Durant la même période on a enregistré :
- un débit annuel moyen maximal de 6,9 m3 en 1981 ;
- un débit annuel moyen minimal de 2,4 m3 en 1976.

Source : Ministère de la Région Wallonne.

### À Écouviez en France
Le débit interannuel moyen relevé au niveau du confluent Ton-Chiers est de 5,05 m3/s, pour un bassin versant total de 318 km2. 
Le débit du Ton a été observé sur une période de 32 ans (1976–2008), à Écouviez, petite localité du département de la Meuse située peu avant la confluence avec la Chiers. Le bassin versant de la rivière y est de 308 km2 (soit 97 % de la superficie totale de celui-ci qui s'étend sur 318 km2).
Le module de la rivière à Écouviez est de 4,98 m3/s. 
Le Ton présente des fluctuations saisonnières de débit peu marquées, à l'inverse de ce que l'on constate généralement ailleurs en Lorraine et dans l'est de la France, et est nettement plus régulier que la moyenne des cours d'eau de la région, avec des hautes eaux d'hiver-printemps portant le débit mensuel moyen à un niveau situé entre 6,5 et 7,6 m3/s, de décembre à début avril inclus (avec un maximum en février), et des basses eaux d'été assez prolongées, de juin à octobre, avec une baisse du débit moyen mensuel allant jusqu'à 2,4 m3 au mois de septembre, ce qui reste très appréciable.
Aux étiages, le VCN3 peut chuter jusque 1,8 m3, ce qui reste fort acceptable, voire abondant comparé aux débits d'étiage d'autres rivières de Lorraine, comme sa voisine l'Orne par exemple (VCN3 de 0,56 m3, pour un bassin de 1 268 km2 et un module de 12,4 m3). 
Les crues peuvent être moyennement importantes. Les QIX 2 et QIX 5, valent respectivement 24 et 28 m3. Le QIX 10 est de 31 m3/s, le QIX 20 de 33 m3 et le QIX 50 de 36 m3/s.  
Le débit instantané maximal enregistré a été de 30,9 m3/s le 21 décembre 1993, tandis que la valeur journalière maximale était de 30,1 m3/s le même jour. En comparant ces valeurs à celles des différents QIX de la rivière, il apparait que ces crues, étaient d'ordre décennal, pas du tout exceptionnelles, et statistiquement destinées à se reproduire en moyenne tous les 10 ans.
Il est intéressant de comparer ces débits avec ceux d'une autre rivière de Lorraine située plus à l'est, comme la Nied française en fin de parcours, dont le débit moyen vaut 3,9 m3 pour un bassin versant de 504 km2. Le débit d'étiage VCN3 de la Nied française peut chuter jusque 0,28 m3 contre 1,8 pour le Ton. Le QIX 10 de la Nied, vaut 93 m3 contre 31 pour le Ton, et son QIX 50 se monte à 130 m3 (contre 36 pour le Ton), cela malgré un module nettement moindre pour la Nied française. C'est dire que les irrégularités et les crues de cette dernière sont bien plus importantes que celle du Ton, et que celui-ci apparaît dans la région lorraine comme une rivière assez régulière.
Le Ton est une rivière petite, mais relativement fort abondante, bien alimentée par les précipitations de son bassin. La lame d'eau écoulée dans son bassin versant est de 513 millimètres annuellement, ce qui est nettement supérieur à la moyenne d'ensemble de la France comme de la Belgique, ainsi qu'à la moyenne du bassin français de la Meuse à Chooz, près de sa sortie du territoire français (450 millimètres). Le débit spécifique (ou Qsp) atteint le chiffre de 16,2 litres par seconde et par kilomètre carré de bassin.